# مسجد مناره
مسجد منار مربوط به دوره قاجار است و در ارومیه، خیابان امام ره، جنب مسجدسردار واقع شده و این اثر در تاریخ ۱۶ آذر ۱۳۷۶ با شمارهٔ ثبت ۱۹۵۳ به‌عنوان یکی از آثار ملی ایران به ثبت رسیده است.
مسجد مناره از مساجد تاریخی ارومیه است که به همت حاجی علی یارخان و حاجی یدالله خان امیر نظمی افشار، دو تن از خوانین دوره قاجار ساخته شد. این بنا که در ضلع شمالی خیابان امام در مرکز شهر قرار دارد در نزدیکی مسجد سردار قرار دارد. مشخصه بارز این مسجد مناره‌های بلند آن است.

## نگارخانه

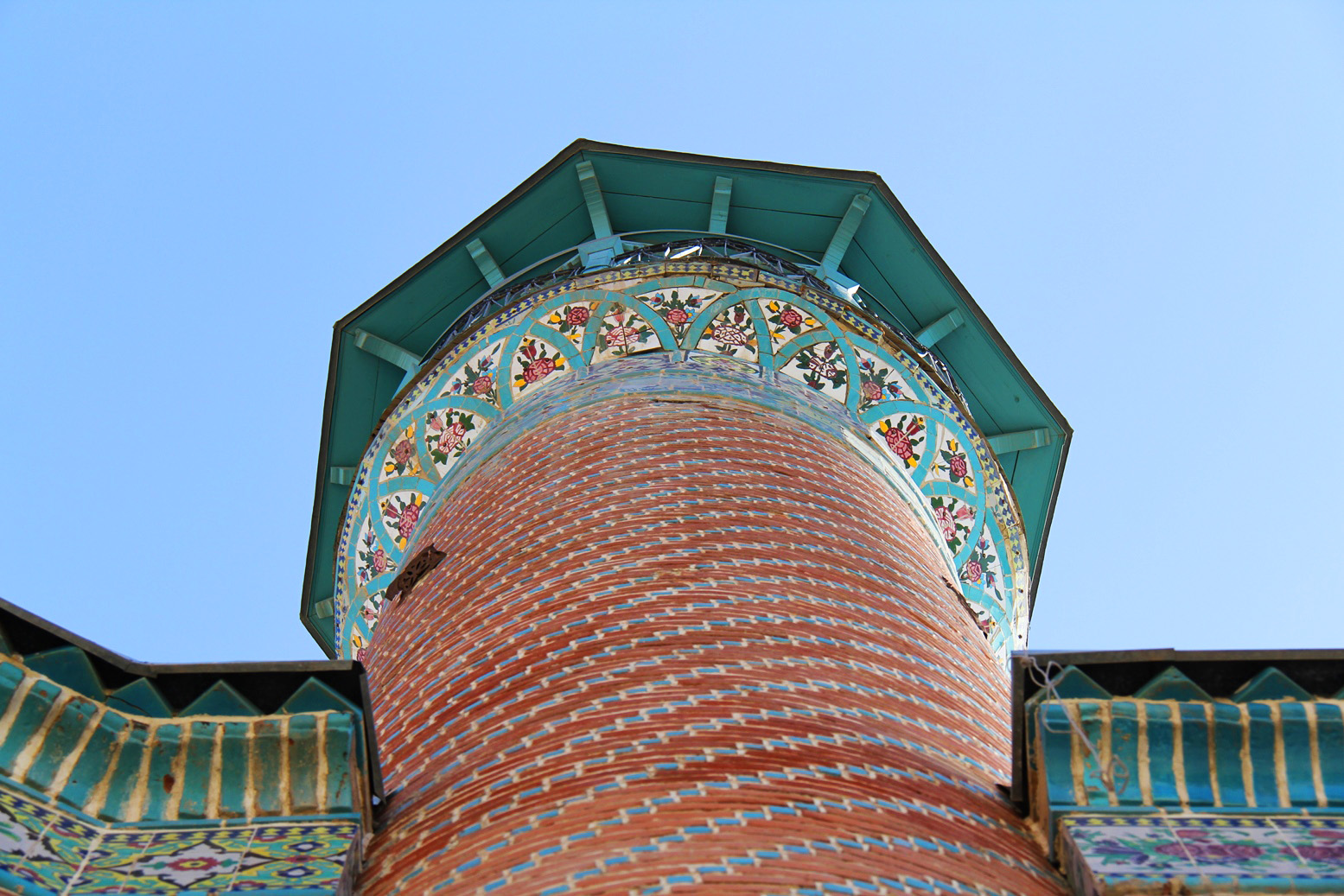
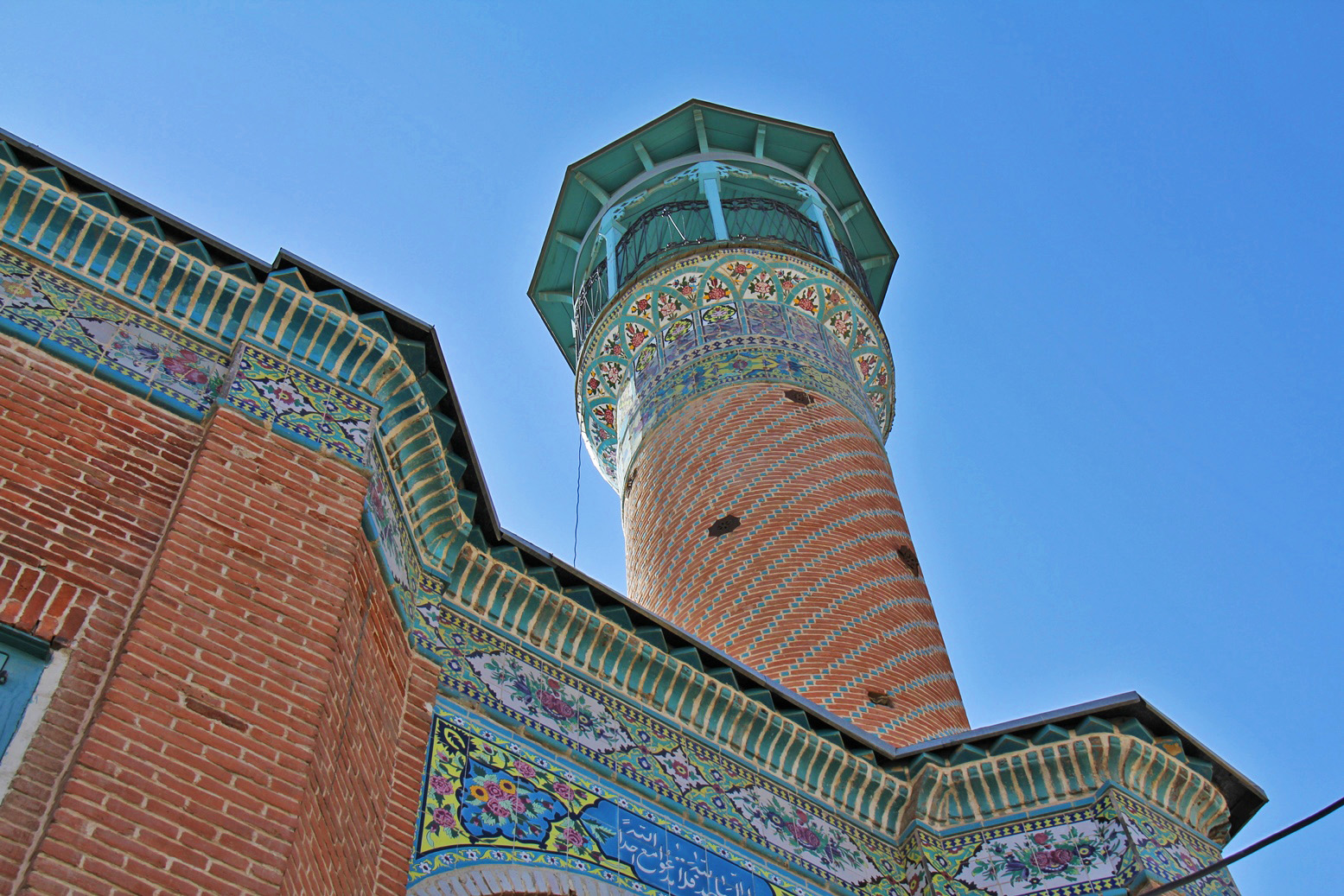